# Ansamblul conacului Damokos Dénes din Cernat
Ansamblul conacului Damokos Dénes din Cernat este un monument istoric aflat pe teritoriul satului Cernat; comuna Cernat. În Repertoriul Arheologic Național, monumentul apare cu codul 64201.23.

Ansamblul este format din următoarele monumente:
- Conacul Damokos Dénes (cod LMI CV-II-m-A-13173.01)
- Poarta (cod LMI CV-II-m-A-13173.02)